# (657) Gunlöd
(657) Gunlöd ist ein Asteroid des Hauptgürtels, der am 23. Januar 1908 vom deutschen Astronomen August Kopff in Heidelberg entdeckt wurde. 
Benannt wurde der Asteroid nach der Riesin Gunnlöð aus der nordischen Mythologie.